# Bernardo Víctor Carande
Bernardo Víctor Carande (Madrid, 1 de abril de 1932-Finca 'Capela', Almendral; 30 de octubre de 2005) fue un escritor español.

## Biografía
Licenciado en Geografía e Historia, era hijo del escritor y humanista palentino Ramón Carande y Thovar (1887-1986), con el que se educó en Sevilla, ciudad en la que entró en contacto con la Institución Libre de Enseñanza, de la que asimiló los ideales de renovación de España.
En 1954 representó el primer espectáculo sobre Ramón Valle-Inclán de la posguerra y dos años más tarde, cuando era miembro del grupo Aljibe, fundó la revista Libélula. Posteriormente, se instaló en la finca 'Capela', donde se dedicó a la agricultura y a escribir; editó la revista Capela, que él mismo definió como «boletín de información personal de un hombre que vive en el campo».
Se inició en la literatura en 1953 con un libro de poemas titulado Manuel conmigo y en 1974 publicó su primera novela, Suroeste, con la que quedó finalista del Premio Nadal. En 1982 consiguió el Premio Cáceres de novela corta con la novela De arribada. Fue además finalista —no primer finalista— en 1987 del Premio Planeta, con El abalorio.
Otras obras suyas son: Don Manuel o la agricultura, El guerrillero erudito, Cuentos de medio ambiente, Vía periférica, Viaje y estancia andaluza, El año de la sequía, El cuarto de siglo, El libro de la agricultura, memorias agrarias, Del sol, el halcón, las lanzas y Cuentos republicanos, cuya segunda edición cuenta con un prólogo, a modo de semblanza, escrito por su amigo Jesús García Calderón.
Durante varias temporadas trabajó como fotógrafo taurino en los años sesenta del pasado siglo.
Durante los primeros años 90 publicó: Jinetes de llanura sin caballo, y los ensayos Besana y abolengo y Memoria de Piel de toro. A continuación trabajó en la edición de varias obras con material dejado por su padre, en el que se encargó de la ordenación de las anotaciones, como Libro de viajes (diciembre de 1993) y El Atlante Patético y otros estudios sobre Carlos V (enero de 1998).
Además, en mayo de 1997 se encargó de la entrega de 2000 volúmenes de la biblioteca de su padre a la Universidad de Sevilla, institución a la que estuvo muy ligado. Sobre la saga de toreros de los Bienvenidas, en 1997 la Diputación de Badajoz le publicó el libro Bienvenida, Papa Negro.
En todas las obras expone su pensamiento sobre la España actual que se convierte en urbana y pierde los valores auténticos de la vida rural. Por sus libros ha sido merecedor de los premios: Premio Aljarafe de Ensayo (Sevilla, 1984), Premio Camilo José Cela (Guadalajara, 1984), Premio de Periodismo Julio Camba (1984), o el Premio Centenario (Badajoz, 1990).
El escritor, cofundador de la Asociación de Escritores Extremeños junto con otros escritores como Jesús Delgado Valhondo, recopiló medio siglo de su vida dedicada a la literatura y la agricultura, sus dos vocaciones, en el libro Memorias. 1932-2002, que inicia con el recuerdo de una infancia condicionada por la contienda fratricida de 1936: «Mi niñez quedó truncada, como aniquilada la vida de tantos y tantos españoles por la guerra civil que asoló la patria en la primera mitad del siglo xx», escribió en las primeras páginas.